# Grupo Play (México)
Grupo Play o Play Now es un grupo musical juvenil mexicano de pop que ha surgido a finales de 2006 en la Ciudad de México, consolidado a principios de 2007, producto de los adolescentes salidos de las primeras dos temporadas del reality show para niños Código Fama, de la gigante compañía Televisa. La banda constaba de 7 miembros de los cuales 6 participaron, al menos una vez, en una telenovela de Televisa. Ellos tuvieron su álbum debut que se publicó en México (Play). En su web oficial se afirma que el reality show Código Fama, y las telenovelas Alegrijes y Rebujos y Misión S.O.S, aparecieron antes de ellos como grupo. 
Play tuvo un videoclip, el del sencillo Días que no vuelven, además de interpretar el tema de introducción para la serie cómica Amor Mío, la cual fue protagonizada por Vanessa Guzmán y Raúl Araiza.
La separación temporal, dada en 2008, se debió a que Warner Music México, la casa disquera del grupo, no les hizo una buena promoción.
En 2024, después de 16 años de ausencia, el grupo regresó a los escenarios como invitados especiales en la gira 2000's X Siempre.A partir de ahí, el grupo regresa formalmente con el nuevo nombre de Play Now, contando únicamente con Gladys, Álex, Roxana, Ánhuar y Michelle. María y Miguel ya no forman parte de esta nueva etapa del proyecto. El 20 de noviembre de 2024 lanzaron una nueva versión del tema que los diera a conocer, «Amor Mío».

## Discografía
| Año       | Álbum               |
| --------- | ------------------- |
| 2006-2007 | Días que no vuelven |